# Видеокнига
Видеокни́га — литературно-художественное или научно-популярное произведение, сделанное в виде фильма и воспроизводимое с любого видеоносителя.
В отличие от кинофильма (включая и экранизации литературных произведений) видеокнига содержит только статичный видеоряд. При этом в видеокниге возможно панорамное приближение каких-либо внутренних объектов кадра, подобно тому, когда мы рассматриваем иллюстрации в книге. В качестве видеоряда в видеокниге могут выступать фото картины, художественные картины, страницы текста, схемы и иные статичные объекты.
Аудиоряд видеокниги подобен аудиокниге и включает в себя, обычно, художественное произведение, прочитанное человеком (например, профессиональным актёром или группой актёров либо автором и т. п.).
Видеокнига также включает музыкальный ряд, роль которого призвана выделить, подчеркнуть и оттенить самые наиболее важные моменты.
Видеокнига также отличается от аудиокниги типом требуемого носителя и тем, что создаёт для своего «читателя» возможность одновременного прослушивания и просмотра текстов и иллюстраций, созданных специально для воспроизведения данной видеокниги.
Обычно видеокнига производится с целью дальнейшего распространения
для использования например в качестве эффективной современной помощи при обучении, изучении литературы, истории, искусства; релаксации и т. д.
Видеокнига может успешно применяться в профессиональном обучении. Так, видеокнига активизирует визуальные и аудиальные рецепторы обучающихся. Иными словами, материал видеокниги позволяет задействовать весь наглядный видеоматериал с аудиосопровождением и комментариями .
Для создания видеоряда в видеокниге могут быть использованы фотографии, картины, схемы, таблицы, простой текст или же любой другой наглядный объект. Звуковой ряд видеокниги мало чем отличается от аудиокниги. Единственное отличие — наличие видеоряда. Данное отличие активизирует дополнительные рецепторы усвоения информации.